# Mitato

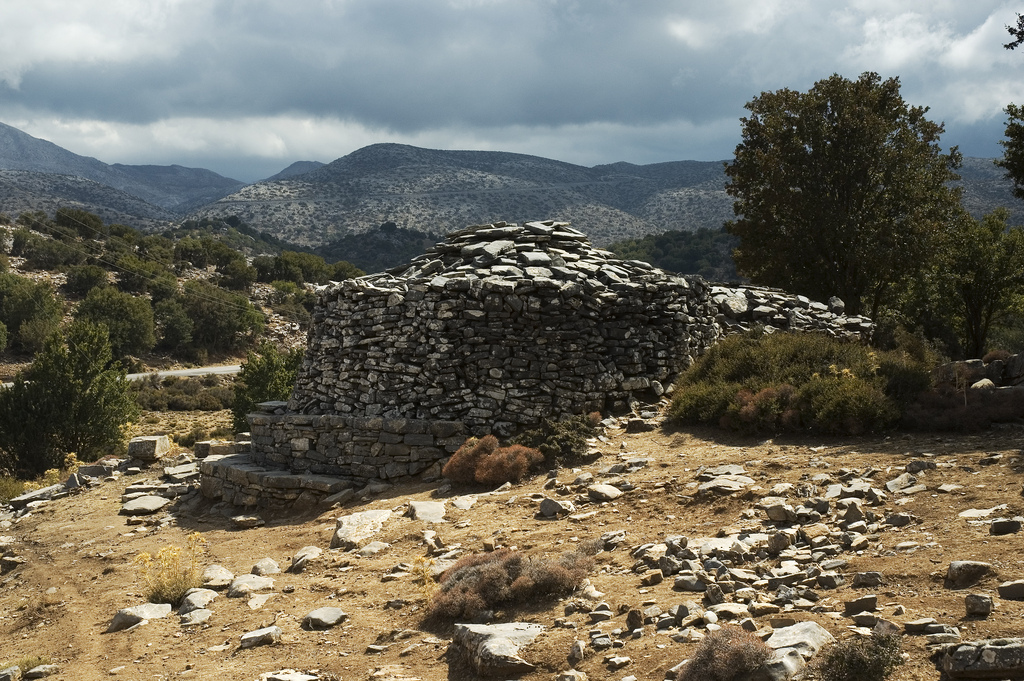
Mitato en la meseta de Nida.

El Mitato (griego: Μιτάτο, forma arcaica: en griego: Μιτάτο o μητᾶτον, de en latín: metor, "medir/acampar") es un término griego significando "asilo" o "alojamiento" que se refiere a una estructura pequeña encontrado en el campo griego que es la propiedad de un pastor y donde se hace el queso. Se encuentran principalmente en las Cícladas y Creta en los pueblos montañosos de las prefecturas de Chiana y Rethymnon, especialmente en los pueblos de Psiloritis, y Léfka Óri.
Apareciendo en el siglo VI, durante el periodo bizantino refería a un mesón o posada para mercaderes extranjeros, semejantes a un caravanserai. Por extensión, también pueda referir a la obligación legal de un particular para alojar soldados u oficiales estatales. Alternativamente, en el siglo X, Constantino Porphyrogenitus utiliza el término para referir a los ranchos dirigidos por el estado en Anatolia. Por lo tanto, el uso del término se generalizó para un refugio que satisfaga las necesidades de los agricultores extranjeros para protegerse del clima, descansar y pasar la noche.
|                                  |
| Mithat cerca de Keramoti, Naxos. |

|                                           |
| Mitatos en Psiloritis Creta, en Rethymno. |